# Видосава Николић Стојанчевић
Видосава Николић Стојанчевић (Аранђеловац, 6. јул 1924 — Београд, 18. јул 1998) била је српска етнологиња.
Докторирала је на Филозофском факултету у Београду, на групи за етнологију и постала прва жена доктор етнологије у Србији.

## Биографија
Видосава је рођена у Аранђеловцу 6. јула 1924. године. Неколико разреда основне школе завршила је у Босни и Херцеговини. Основно образовање добила је у Јајцу и Добрљину, а затим и у другим местима у зависности од службовања својих родитеља. На крају гимназије је матурирала у Београду, у Другој женској гимназији.
Уписала се на Филозофски факултет, на групу за етнологију, а као одличан студент и државни стипендиста рано је била упућена на теренски рад. Пошто на групи за етнологију није било пуно студената, и више пута годишње је ишла на терен или екскурзије. Била је заинтересована за околину Дечана, Средачку и Сиринићку жупу. Након учешћа у екипном истраживању подручја Трнова и Тузле у организацији Научног друштва Босне и Херцеговине развила је афинитете ка истраживању различитих историјских чињеница.
Дипломирала је 1950. године и започела каријеру у Етнографском институту САНУ. Маја месеца 1964. године одбранила је докторску дисертацију Врањско Поморавље - етнолошка испитивања и тако постала прва жена доктор етнологије у Србији. Радила је од 1950. до 1989. године у звањима од асистента до научног савјетника у Етнолошком институту након чега се пензионисала.

### Каријера
Својим радом оставила је траг у српској историјској науци и демографији. У својим истраживањима пратила је развој социјалних и културних установа кроз прошле и садашње векове, испитивања развоја и миграција становништва, одређених средина, еволуцију градова.
Објавила је шест књига и 140 краћих радова, а велики број тих радова односи се на теме и мотиве који нису чисто етнолошки. Многи њени радови засновани су на претраживању по архивској грађи.
У многотомној књизи Историја Београда представила је своја истраживања етничког састава становништва у периоду 1815—1830, као и етничке односе од 1830. до 1867. године. Слична издања објавила је за средине попут Ниша, Врања и Ваљева, те већини градова Источне Србије и дијела Косова. Године 1964. објавила је рад докторске дисертације - Враљско Поморавље - етнолошка истраживања.
На научном скупу у Сарајеву 1978. представила је рад о истраживању последица устанка и окупације 1875—1878. и избеглицама са подручја Босне и Херцеговине у то време. Сви њени радови везани за историју Босне и Херцеговине односе се на развој становништва, урбаних насеља и здравствене прилике.
Њени бројни радови о миграцији становништва прије и послије Берлинског конгреса спадају у литературу без које је немогуће реконструисати исељавање муслиманског становништва из Ужица након 1867, као и пораст избјегличких колонија у вријеме устанка 1875—1878.
У истраживачком раду Видосаве Николић Стојанчевић нашла се и историја медицине у Србији. Велики дио својих краћих радова из ове области објавила је у часопису Acta historica medicinaw, pharmaciae, veterinae, који је издавало „Научно друштво за историју здравствене културе Југославије” од 1961. do 1990. У Етнографском институту САНУ радила је од 1950. до 1989. године у звањима од асистента до научног савјетника након чега је окончала свој радни век.
Њен супруг био је академик Владимир Стојанчевић.

## Одабрана дела
- Тихомир Р. Ђорђевић и метода историјске етнологије, без године  45539343
- Прилог проучавању обичаја славе ("фесте") код католичких Шиптара у околини Пећи (Метохија), 1957.  135934215
- Наша народна песма социјалистичке изградње у првој петолетки, 1960.
- Шиптарска народна ношња у околини Пећи (Метохија), 1960.  141353223
- Природа у веровањима и обичајима у Сретечкој жупи, 1961.  142438663
- Дрвар у нашој народној револуционарној песми, 1962.
- Радништво и сељаштво у нашој народној песми револуције и изградње, 1962.  55796236
- Вук Караџић о Лесковцу и Врању, 1963.
- Врањско поморавље - етнолошка испитивања: докторска дисертација, 1964.  24237327
- Врањске народне песме о ослобођењу и револуцији, 1964.
- Врањско поморавље : етнолошка испитивања, 1974.
- Архаичне установе и појаве друштвеног обичајног живота у Врањском поморављу, 1967.  46124559
- Обреди на воведување (иницијација) во свадбените обичаи кај Србите, Македонците и косовско-метохиските Албанци = Лес ритес де л'инитиатион данс лес цéрéмониес де ноце цхес лес Сербес, лес Мацéдониенс ет лес Албанаис де Косово, 1972.
- Етнолошке компоненте књижевног стваралаштва Иве Андрића, 1975.
- Рађевина и Јадар у необјављеним рукописима Цвијићевих сарадника, 1975.
- Лесковац и ослобођени предели Србије 1877-1878. године : етничке, демографске, социјално-економске и културне прилике, 1975.
- Вук Караџић о сродству, породици и браку у нашем народу, 1978.
- Народ и крајеви јужне Србије у делима Вељка Петровића, 1985.
- Породица у систему традиционалних и савремених установа у друштвено-обичајном животу Рађеваца, 1989.  7266050
- Етнолошка проучавања Срба у Метохији, 2003.
- Друштвени живот и обичаји у Призрену : етнолошка испитивања, 2009, приредио Владимир Стојанчевић,  156243212